# Idaea couloniata
Idaea couloniata är en fjärilsart som beskrevs av Balestre 1907. Idaea couloniata ingår i släktet Idaea och familjen mätare. Inga underarter finns listade i Catalogue of Life.